# Irina Kiseleva
Irina Vladimirovna Kiseleva (in russo Ирина Владимировна Киселева?; Mosca, 23 luglio 1967) è un'ex pentatleta sovietica, dal 1991 russa.

## Palmarès
In carriera ha conseguito i seguenti risultati:
- Mondiali:

Copenaghen 1984: oro nel pentathlon moderno a squadre.
Montréal 1985: argento nel pentathlon moderno individuale e a squadre.
Montecatini 1986: oro nel pentathlon moderno individuale.
Bensheim 1987: oro nel pentathlon moderno individuale e a squadre.
Varsavia 1988: argento nel pentathlon moderno individuale.
- Europei

Modena 1989: 17 nel pentathlon moderno individuale.
Modena 1989: 6 nel pentathlon moderno a squadre.